# 愛知県道292号幸田石井線
愛知県道292号幸田石井線（あいちけんどう292ごう こうたいしいせん）は、愛知県額田郡幸田町から愛知県安城市に至る一般県道である。

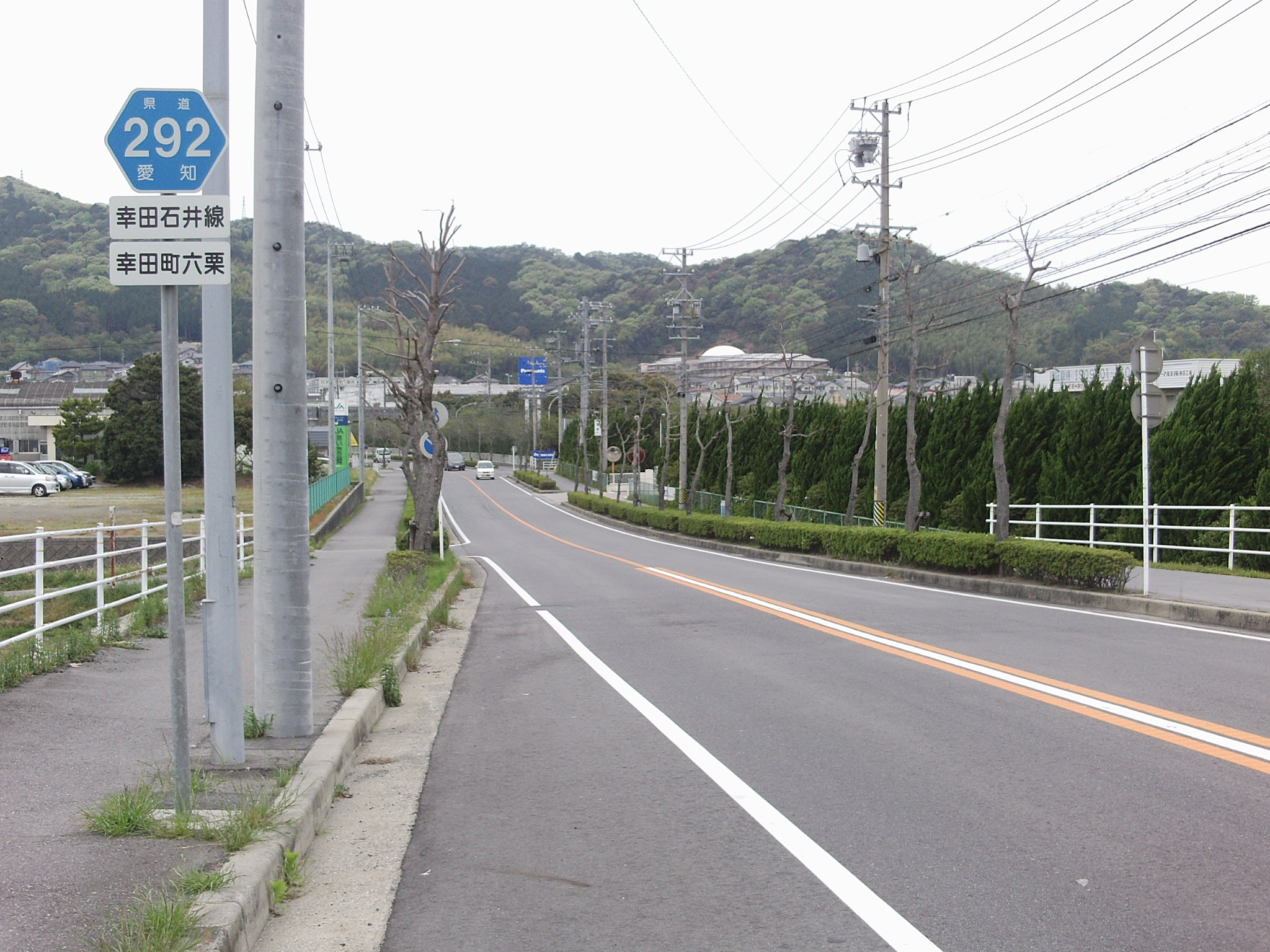
幸田町（起点側）。画像の付近にはパナソニック電工などの工場が立地する。精密機器等を輸送する貨物自動車が通行する。

## 概要

### 路線データ
- 起点：愛知県額田郡幸田町菱池（愛知県道483号岡崎幸田線交点）
- 終点：愛知県安城市石井町（愛知県道12号豊田一色線交点）

## 沿革
- 1995年3月31日：認定

## 通過する自治体
- 愛知県
  - 額田郡幸田町
  - 西尾市
  - 岡崎市
  - 西尾市
  - 安城市

## 交差する道路
- 愛知県道483号岡崎幸田線（菅田交差点）
- 愛知県道320号幸田幡豆線（大迫交差点）
- 愛知県道325号須美福岡線（野場西交差点）
- 愛知県道42号西尾吉良線（中島橋東交差点）
- 愛知県道43号岡崎碧南線（中島橋西交差点・中島町下丸ノ内交差点間で重複）
- 愛知県道479号熊味岡崎線（東浅井町交差点）
- 愛知県道294号西尾小川線（桜井小学校北交差点）
- 愛知県道44号岡崎西尾線（小川町金政交差点・碧海桜井駅東交差点間で重複）
- 愛知県道288号豊田安城自転車道線
- 愛知県道12号豊田一色線（石井町交差点）

## 周辺
- JR東海道本線 幸田駅
- デンソー 西尾製作所
- 名鉄西尾線 桜井駅